# بحيرة فيرمونت

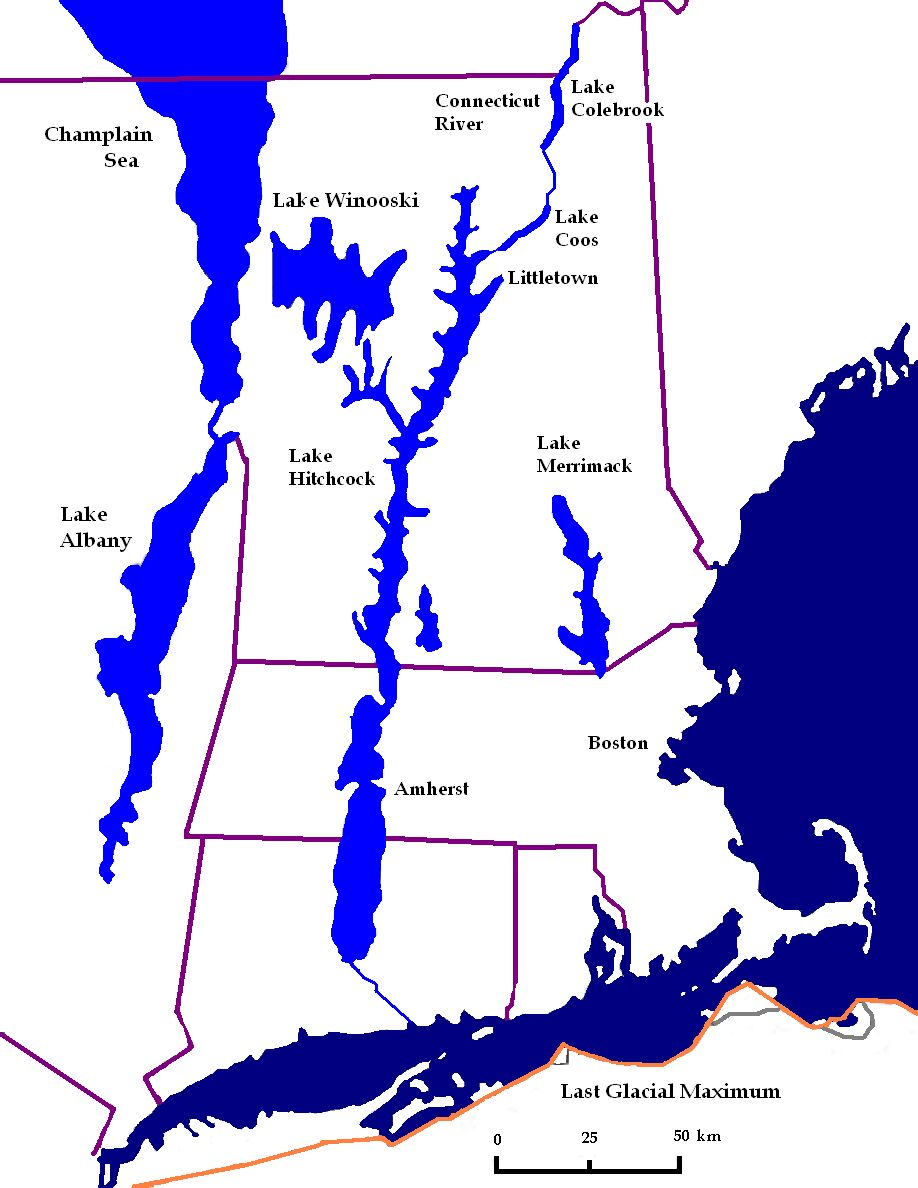

تقع بحيرة فيرمونت في مينيسوتا، وتدعى أيضاً بـ بحيرة فيرمونت الجليدية، كانت بحيرة مؤقتة صنعتها الأنهار الجليدية المنسحبة أثناء نهاية آخر عصر جليدي، كانت البحيرة قد شملت أراضي في مقاطعة كيبيك الكندية وولاية فيرمونت وولاية نيويورك الأمريكيتين. وكانت سابقة جغرافية لبحيرة شامبلين. بمجرد تراجع الجليد لمسافة كافية شمالا، تراجعت إلى البحيرة الكندية الجليدية، المنطقة الجغرافية السابقة لنهر سانت لورنس.
في نفس الوقت بحيرة فيرمونت لربما وصلت إلى أقصى الجنوب إلى ما يعرف الآن بألباني ونيويورك. كان سطح البحيرة يصل حوالي 500 قدم (150 م) فوق بحيرة شابلين حاليا، وكان عمقها يصل إلى 900 قدماً أي (270م). احتوت البحيرة على مياه موحلة، والرواسب من بحيرة فيرمونت تحتوي على الطمي والطين، ويبدأ ترسب الطمي خلال الصيف والطين أثناء التدفق الشتوي الأقل نشاطًا.
تراجعت صفيحة لورينتيد الجليدية شمالا ما يعرف الآن ببورلينجتون وفيرمونت منذ حوالي13,500 سنة مضت، تشير لبداية بحيرة فيرمونت. الجليد يضر بالمياه في الطرف الشمالي، فيما هو الآن وارويك، كيبيك، فشلت بشكل كارثي منذ حوالي 12000 سنة. سقطت البحيرة 300 قدم (91 م) في غضون ساعات أو أيام. في النهاية، عندما تراجعت الكتلة الجليدية شمالًا بما فيه الكفاية، اجتاح الماء المالح، ليحل محل بحيرة فيرمونت الأكبر حجمًا بالمياه العذبة ببحر شامبلين الأصغر حجمًا بالمياه المالحة. [1]

## روابط خارجية
- Map

بحيرة فيرمونت